# Lewis County (Washington)
Lewis County je okres ve státě Washington ve Spojených státech amerických. K roku 2010 zde žilo 75 455 obyvatel. Správním městem okresu je Chehalis. Celková rozloha okresu činí 6 309 km².